# Портрет невідомого скульптора
«Портрет невідомого скульптора»— робота італійського художника з Болоньї Крістофоро Терці (1692—1743).
Автор народився в Болоньї, місті, що уславилось художньою академією братів Каррачі. Сам був учнем болонського художника Джузеппе Марія Креспі (1665—1747). 
Відомо, що Крістофоро Терці створював релігійні композиції («Заступник Болоньї Св. Петроній молиться Богородиці») та портрети. В художній манері митця цікаво відбились анахронічні впливи караваджизму. В портреті невідомого скульптора він подав молодого митця в майстерні, готового перенести народжений образ на папір, що утримує перед собою. Завдяки сильному штучному освітленню надав ніби тривіальному портрету митця в майстерні напруги і драматизму, хоча в картині панує зосереджена тиша. Подібні ефекти нечасті в портретному жанрі XVIII століття, тим паче в роки розповсюдження стилістики рококо. Це відсилає глядача як до уславлених попередників - караваджистів Утрехта, котрі працювали в Італії , так і до митців XIX ст. (Адольф Менцель, котрий теж використовував сильне штучне освітлення для посилення враження він картини).
Еволюція художньої манери Терці була невеликою через ранню смерть.